# 大久保昌一良
大久保 昌一良（おおくぼ しょういちろう、1947年7月4日 - 2011年2月11日）は、日本の脚本家、演出家。本名、大久保 昌一郎（おおくぼ まさいちろう）。福井県福井市出身。

## 経歴
福井県立藤島高等学校、明治大学文学部演劇科を卒業。
高校生時代から映画やドラマの業界の方へ進みたいと思っていた。大学時代は映画研究会に所属。
6つくらいのペンネームを使ってマイナー雑誌に官能小説を書いたり、大道具のアルバイトをしたりしてつないだ後、劇作家の福田善之脚本の映画を観て衝撃を受け、後にその福田と出会って知り合ったのが縁で、福田の元で脚本助手、演出助手を務め、また後に山城新伍と知り合ったのがきっかけで山城主演のコメディ番組『新伍とんでけ捕物帳』（毎日放送）で脚本デビュー。以後、ドラマ、アニメ番組の脚本を多く手がけ、時代劇や舞台脚本、演出を手がけた。
2011年2月11日、脳梗塞のため東京都多摩市の病院で亡くなった。63歳没。

## おもな作品

### テレビドラマ
- 水戸黄門シリーズ（TBS系）
- 江戸を斬る（TBS系）
- まんが道（NHK）
- 立花登・青春手控え（NHK）
- くれない族の反乱（TBS系）
- 愛の嵐（東海テレビ・フジテレビ系）
- 華の嵐（東海テレビ・フジテレビ系）
- 華の誓い（東海テレビ・フジテレビ系）
- しゃぼん玉（フジテレビ系）
- 追いかけたいの!（フジテレビ系）
- 教師夏休み物語（日本テレビ系）
- ラスト・フレンド（東海テレビ・フジテレビ系）
- はるちゃん（東海テレビ・フジテレビ系）
- 炎の消防隊（テレビ朝日系）
- こちら第三社会部（TBS系）
- 三匹が斬る!（テレビ朝日系）
- 新・愛の嵐（東海テレビ・フジテレビ系）
- 浅見光彦シリーズ（フジテレビ系）

### テレビアニメ
- ルパン三世第2シリーズ／PARTIII（日本テレビ系）

第2シリーズ「空飛ぶ斬鉄剣」では、石川五ェ門が所有する秘剣「斬鉄剣」が唯一切れないものは「こんにゃく」という、後々まで語り継がれる設定を生み出した。
- パーマン（テレビ朝日系）
- 忍者ハットリくん（テレビ朝日系）

### アニメ映画
- がんばれ!!タブチくん!!
- 対馬丸 —さようなら沖繩—（1982年）

### OVA
- 人魚の森

### 漫画原作
- 妖魔魍魎花伝（作画：玄太郎、週刊漫画サンデー1979年-1980年連載、連載時タイトルは「呪いの万華鏡」）

### オペラ
- 美女と野獣

作曲：水野修孝、1989年初演。
- ミナモ

作曲：水野修孝、1991年初演（1991年国民文化祭'91ちば委嘱）。